# هاترلی، دوون
latitudeهاترلی، دوونlongitudeهاترلی، دوون
هاترلی، دوون (به انگلیسی: Hatherleigh) یک شهرک در بریتانیا است که در انگلستان واقع شده‌است.

## خصوصیات
هاترلی ۱٬۳۰۶ نفر جمعیت دارد.